# Skarsterlân
Skarsterlân (Scharsterland en neerlandès) és un antic municipi de la província de Frísia, al nord dels Països Baixos. L'1 de gener de 2009 tenia 27.241 habitants repartits per una superfície de 216,89 km² (dels quals 30,89 km² corresponen a aigua). Limita al nord amb Sneek i Boarnsterhim, a l'oest amb Wymbritseradiel, a l'est amb Heerenveen i al sud amb Gaasterlân-Sleat, Lemsterland i Weststellingwerf. A partir de l'1 de gener de 2014, Skarsterlân es fusiona amb Gaasterlân-Sleat i Lemsterland i conformen el municipi nou De Friese Meren.	

## Administració
El consistori actual, després de les eleccions municipals de 2007, és dirigit per G.J. Kuiper. El consistori consta de 21 membres, compost per:
- Partit del Treball, (PvdA) 7 escons
- Crida Demòcrata Cristiana, (CDA) 6 escons
- Partit Nacional Frisó, (FNP) 5 escons
- Partit Popular per la Llibertat i la Democràcia, (VVD) 2 escons
- ChristenUnie, 1 escó